# Nino Giuffrè
Antonino Giuffrè, detto Nino (Caccamo, 21 luglio 1945), è un ex mafioso e collaboratore di giustizia italiano.
È da considerare tra i pentiti più importanti della storia mafiosa.

## Biografia
Ha avuto una posizione di vertice all'interno di Cosa Nostra. Con l'ascesa dei Corleonesi  di Totò Riina e Bernardo Provenzano (a quest'ultimo in particolare è stato vicino) e l'arresto del boss di Caccamo Francesco Intile, diventa capo del mandamento di Caccamo.
Conosciuto nell'ambiente mafioso come Manuzza, poiché la sua mano destra sembra essere paralizzata dalla poliomielite (ma secondo altre fonti si ferì la mano in un incidente di caccia), era stato addestrato ed arruolato come specialista in scienze agricole.
È stato arrestato la mattina del 16 aprile 2002 in un ovile vicino Roccapalumba (PA). Le forze dell'ordine, al momento dell'arresto, gli trovarono addosso centinaia di pizzini.

### Testimonianze su Andreotti
Giuffrè è stato testimone in molti importanti processi. Parlò alla corte del precedente primo ministro Giulio Andreotti, il quale fu un contatto chiave per la mafia durante la sua lunga carriera politica. Giuffrè ha rivelato che i boss mafiosi hanno chiesto ad Andreotti di far loro da scudo contro l'operato dei magistrati.

### Testimonianze su Calvi
Diede anche una testimonianza nel processo nell'omicidio di Roberto Calvi, dichiarando che fu per la sua cattiva amministrazione del denaro dei boss che questi ordinarono di ucciderlo. Fece il nome di Giuseppe Calò, indicandolo come l'uomo che organizzò l'omicidio. "All'interno di Cosa Nostra ci siamo fatti grandi risate quando abbiamo letto nei giornali che Calvi commise un suicidio", disse Giuffrè. "I problemi di Cosa Nostra si risolvono in un modo solo: con l'eliminazione". Tutti gli imputati nel processo Calvi sono stati poi assolti.

### Rivelazioni su Forza Italia
Il 7 ottobre 2009, nel corso del processo Mori per la mancata cattura di Bernardo Provenzano, Giuffrè ebbe modo di dichiarare: «Quando Dc e Psi si avviarono al tramonto, in Cosa nostra nacque un nuovo discorso politico. Un nuovo soggetto politico andava appoggiato: era Forza Italia». 
Oggigiorno Giuffrè è in pericolo di vita poiché Matteo Messina Denaro ha chiesto ai boss di Palermo la sua esecuzione.